# Conseil consultatif des Bruxellois
Vous pouvez aider à l'améliorer ou bien discuter des problèmes sur sa page de discussion.
- Son texte doit être wikifié : il ne correspond pas à la mise en forme Wikipédia (style, typographie, liens internes, liens entre les wikis, etc.). (Marqué depuis mai 2024)
- Il est orphelin : moins de trois articles lui sont liés. Aidez à ajouter des liens en plaçant le code [[Conseil consultatif des Bruxellois]] dans les articles relatifs au sujet. (Marqué depuis mai 2024)

Depuis le début des années 70, la Ville de Bruxelles et la Région de Bruxelles-Capitale ont créé successivement des conseils consultatifs des Bruxellois.

## Historique
À l’origine, le Conseil consultatif des Bruxellois est un organisme créé par la Ville de Bruxelles « dans le but d’inclure une participation citoyenne et associative dans les prises de décision de la Ville ». Au fil du temps, la Ville mais aussi la Région de Bruxelles-Capitale ont créé plusieurs autres Conseils consultatifs.
Il existe aujourd’hui à Bruxelles plusieurs Conseils consultatifs dont la gestion a été confiée au Secrétariat de Brupartners pour l’organisation des réunions et la rédaction de documents divers (notes, procès-verbaux, avis, décisions, etc.).
Chaque Conseil consultatif a ses propres règles, ses modes de fonctionnement, ses missions et sa composition.

## Chronologie et diversification des Conseils consultatifs bruxellois de 1972 à 2024

### 1972. Première ébauche d’un conseil consultatif à la Ville de Bruxelles
Au sein de la vie communale bruxelloise, l’idée de la « consultation » apparaît dans les bulletins communaux. Ainsi, dans le Bulletin communal du 23 octobre 1972, l’échevin Van Halteren attire l’attention de ses collègues sur la distinction qu’il convient de faire « entre le Conseil des Jeunes qui est un organisme consultatif et indépendant et le Service de la Jeunesse qui a été créé bien avant le Conseil des Jeunes et qui a un rôle tout particulier à remplir ». Et d’insister sur « la nécessité de ne pas établir un parallélisme entre ce service de la Ville et le Conseil des Jeunes qui est l’organisme consultatif que nous connaissons »
Ainsi le Conseil communal connaît-il un organisme consultatif désigné comme le Conseil des Jeunes.

### 1974. Conseil communal consultatif des immigrés (CCCI)
Mais c’est une autre problématique qui voit, à peu près à la même époque, à Bruxelles-Ville, la création d’un Conseil communal consultatif des immigrés.
L’initiative n’est pas neuve : « À partir de 1968, plusieurs communes de la métropole mirent sur pied des “conseils consultatifs communaux des immigrés” (CCCI), vu la présence importante de résidents étrangers parfois installés dans la même commune depuis vingt ans, voire plus. Les pionnières furent deux communes de la région liégeoise, Cheratte et Flémalle-Haute, imitées l’année suivante par la commune limbourgeoise de Heusden ».
A Bruxelles, l’initiative revient à la commune d’Etterbeek (1971), suivie par Forest (1972), Koekelberg (1972), Saint-Josse (1972), Schaerbeek (1972) Uccle (1972), Auderghem (1973), Watermael-Boisfort (1973), Woluwe-Saint-Pierre (1973) et enfin Bruxelles-Ville (1974).
En dépit du nombre de ces CCCI (une trentaine furent créées en Belgique entre 1968 et 1975), les débuts furent difficiles. En 1982, plusieurs des CCCI créés dans les années 70 avaient cessé leurs activités et d’autres avaient « fortement ralenti le rythme de leurs réunions ».
Mais tel le phénix qui renaît de ses cendres, le Conseil des Bruxellois d’origine étrangère (CBOE), héritier direct du CCCI, verra le jour 20 ans plus tard, le 4 juillet 1994. (Voir infra, 1994. Conseil des Bruxellois d’origine étrangère)
« S’il agit toujours pour préparer et favoriser la participation des populations étrangères à la vie publique et à l’exercice de la citoyenneté, il se profile et se place aussi désormais dans le domaine de la reconnaissance de l’égalité des droits, des devoirs et des chances de chaque individu, quelle que soit son origine, mais également sur le terrain de la lutte contre le repli communautaire, les discriminations et les préjugés. » (Voir infra, 2007)

### 1985. Le Conseil Consultatif des Aînés
Créé en 1985, le Conseil Consultatif des Aînés ou du 3e âge de la Ville de Bruxelles s’installe le 6 mai 1988 à l'Hôtel de Ville.
Sa mission est d’ « émettre des avis et des suggestions sur les thèmes qui concernent les aînés : sécurité, transports, logement, maisons de repos… »

### 1994. Le Conseil des Bruxellois d’origine étrangère (CBOE)
Héritier du CCCI (1974), le Conseil des Bruxellois d’origine étrangère développe une nouvelle dynamique que traduit le changement d’appellation. Si son aîné était une assemblée de représentants des seuls étrangers, il s’ouvre maintenant « à l’ensemble des personnes d’origine étrangère, donc aussi à ceux que l’on appelle les “nouveaux belges ».
Soucieux de s’adapter toujours davantage aux nouvelles réalités, il change encore de dénomination en 2007 et devient le Conseil bruxellois de la Diversité culturelle (CBDC). (Voir infra, 2007)

### 1997. Le Conseil consultatif bruxellois francophone de l’aide aux personnes et de la santé
Le Conseil consultatif bruxellois francophone de l’aide aux personnes et de la santé est créé par un décret de la Commission communautaire française le 5 juin 1997.
Ses nombreux secteurs d’actions le contraignent à se diversifier et à accorder, par exemple, une attention croissante aux personnes en situation de handicap. (Voir infra, 2007)

### 2001. Conseil Consultatif du Logement (CCL)
Il s’agit d’un « organe d’avis qui réunit des représentants des opérateurs publics de logement, des représentants du tissu associatif, des représentants des syndicats des travailleurs, des représentants des syndicats patronaux, des représentants du secteur privé ainsi que quelques experts. »
« Créé par une ordonnance du 29 mars 2001, le CCL est un lieu de réflexion, d’échange et de consultation pour la politique du logement en Région de Bruxelles-Capitale. Au fil du temps, le cadre législatif du Conseil a évolué.  Aujourd’hui, ses bases légales sont définies aux articles 90 à 107 du Code bruxellois du Logement. »

### 2001. Le Conseil consultatif pour la Solidarité internationale (CCSI)
Reconnu par la Ville de Bruxelles, le Conseil consultatif pour la Solidarité internationale intervient dans le domaine de la coopération et de l’éducation au développement.
Réuni pour la première fois en mai 2001, ses statuts ont été approuvés par le Conseil communal du 17 décembre 2001 et modifiés le 21 octobre 2013.
« Bien que la mission principale de ce Conseil réside dans le fait de fournir des avis sur les activités informatives et éducatives, de la sensibilisation de la population bruxelloise, l'attribution des subsides ou encore le développement des partenariats avec Kinshasa ou le Maroc, les membres du Conseil sont très attachés à la réalisation d'actions spécifiques liées à la sensibilisation de la population sur les enjeux Nord-Sud et la mondialisation. »

### 2002. Conseil consultatif des francophones des communes de la périphérie bruxelloise
Par un arrêté du 21 février 2002, considérant la proximité des francophones de la périphérie bruxelloise avec ses services, la Commission communautaire française leur a permis d'être consultés au sein d'un Conseil facultatif spécifique.

### 2007. Conseil bruxellois de la Diversité culturelle (CBDC)
Capitale de l’Europe, ville internationale et multiculturelle, Bruxelles entend favoriser la rencontre entre citoyens et à assurer à chacun son droit à la différence et à son expression. C’est le but visé par ce Conseil à travers ses activités sociales, éducatives, politiques et culturelles.
Entre autres actions déjà menées, on retiendra l’organisation de conférences, de débats et de colloques favorisant le vivre ensemble, l’organisation des Ateliers d’aide à la réussite et d’une fête annuelle encourageant la rencontre, etc.

### 2007. Le Conseil Consultatif de la Personne Handicapée (CCPH)
Le Conseil Consultatif de la Personne Handicapée (ou en situation de handicap) de la Ville de Bruxelles a été créé en 2007 afin de « favoriser un espace de rencontre entre les autorités communales, le monde associatif et les particuliers autour du handicap ; afin de diffuser les informations des autorités communales vers les particuliers et le monde associatif ; et afin de stimuler la création de projets communs sur le territoire de la Ville. »
Ce Conseil veut prendre en compte les préoccupations majeures des personnes en situation de handicap : les problèmes ou difficultés d’accessibilité et de mobilité, les questions de revendication et de sensibilisation. Il « émet des avis et des suggestions afin d’améliorer la vie des personnes en situation de handicap sur le territoire de la Ville. »
Concrètement, on retiendra parmi ses priorités l’accessibilité des bâtiments de la Ville de Bruxelles, une campagne de sensibilisation « Parkeerkunst », des échanges avec les autorités sur le piétonnier, sur les contrats de quartier et sur la politique de la Société des transports intercommunaux de Bruxelles (STIB) en matière d’accessibilité.
Plus généralement, à la demande du Collège communal ou de sa propre initiative, ce Conseil (qui se réunit 3 fois par an) se soucie de donner des avis sur toutes les questions qui concernent les personnes handicapées.

### 2007. Le Conseil consultatif pour l'Egalité entre les Femmes et les Hommes (CCEFH)
Créé à l’initiative de la Ville de Bruxelles en 2007, ce Conseil qui se réunit au moins 6 fois par an entend lutter contre les discriminations et inégalités multiples dont peuvent être victimes les femmes.
L’objectif du CCEHF est d’ « émettre des avis concernant des questions liées au genre comme la discrimination, la violence entre partenaires, l’égalité au travail… »
Il est à la base de nombreuses actions concrètes de la Ville, comme l’organisation de la Semaine des femmes, des ateliers d’autodéfense pour femmes au Palais du Midi, la brochure multilingue « Victime de violence ? », le plan d’action en faveur de l’égalité entre les femmes et les hommes de la Ville, etc.

### 2016. Conseil consultatif Cocof – section Cohésion sociale
À la demande du Parlement ou du Gouvernement francophone bruxellois, la section « Cohésion sociale » est chargée de donner des avis sur toutes les questions qui concernent la cohésion sociale, depuis les projets de décrets jusqu’aux arrêtés d’exécution.

### 2022. Le Conseil consultatif LGBTQIAP+
Ce Conseil se penche sur toutes les situations, questions et problèmes qui concernent, sur le territoire de la Ville de Bruxelles, la communauté LGBTQIAP+.
Il agit en tant qu'organe d'avis. Il étudie les besoins et intérêts spécifiques des personnes LGBTQIAP+ et les signale au Collège communal.
Le terme "LGBTQIAP+" englobe les personnes lesbiennes, gays, bisexuelles, trans, queers, intersexes et asexuelles, de manière non exhaustive ainsi que l’indique le "+" de l'acronyme, signe qui vise à inclure toutes les personnes qui ne se reconnaissent pas, en tout ou en partie, dans les "catégories" précitées.

### 2024. Le Conseil consultatif bruxellois pour l'élimination du racisme
Créé par le Gouvernement bruxellois, cet organe, précise la Secrétaire d’État Ben Hamou, a pour but de « placer les interlocuteurs sociaux au cœur de la lutte contre le racisme en y associant une société civile associative organisée, représentative et qui se retrouve dans un organe à la composition mixte et équilibrée ».